# Skupljen
Skupljen (en serbe cyrillique : Скупљен) est un village de Serbie situé dans la municipalité de Vladimirci, district de Mačva. Au recensement de 2011, il comptait 859 habitants.

## Démographie

### Évolution historique de la population
| 1948  | 1953  | 1961  | 1971  | 1981  | 1991  | 2002  | 2011 |
| ----- | ----- | ----- | ----- | ----- | ----- | ----- | ---- |
| 1 495 | 1 558 | 1 419 | 1 329 | 1 223 | 1 091 | 1 030 | 859  |

|  |